# Мошин, Владимир Алексеевич
Влади́мир Алексе́евич Мо́шин (9 октября 1894, Санкт-Петербург — 3 февраля 1987, Скопье, Югославия) — русский историк и филолог, протоиерей, один из наиболее ярких представителей белоэмигрантов в Югославии.

## Биография
Владимир Мошин был сыном писателя Алексея Мошина. Учился на историко-филологическом факультете Санкт-Петербургского университета, но добровольцем ушел на фронт Первой мировой войны. Награждён Георгиевской медалью и произведен в прапорщики.
Пытался продолжить образование на историко-филологическом факультете Тифлисского университета и на историко-филологическом факультете Киевского университета, в Киевском археологическом институте.
Вступил в Добровольческое движение. После эвакуации из Крыма вместе с женой Ольгой Яковлевной Кирьяновой попал в Королевство сербов, хорватов и словенцев. Вначале работал школьным учителем в городе Копривница.
Вместе с А. В. Соловьевым В. А. Мошин является представителем молодого поколения ученых белградского круга. Они доучивались уже в изгнании, досдавали экзамены в Русском научном институте. Их профессорами были Ф. В. Тарановский, Е. В. Спекторский, А. Л. Погодин. Мошин поработал во всех республиках Югославии: Сербии, Хорватии, Македонии, везде создал школы учеников.
В 1930-е годы Мошин и Соловьев несколько раз как ученые приезжали на Афон, где занимались описанием сербских рукописных собраний, хрисовулов, грамот сербского монастыря Хиландар. Пребывание на Афоне сказалось на Мошине тогда, когда во время Второй мировой войны жизнь русской общины Белграда сконцентрировалась вокруг храма Пресвятой Троицы. На богословских курсах преподавали ведущие профессора, богословы и философы. Священников не хватало, и В. А. Мошин в 1942 году был рукоположен в диаконы, а через полтора месяца стал и в священники.
Когда Красная Армия вошла в Белград, Мошина арестовали. Свою встречу с советским офицером Мошин описывал так: «Я ему все без утайки рассказал. Сказал, что я священник русского храма Пресвятой Троицы. Он меня спросил, не сотрудничал ли я с немцами. Я сказал, что нет. После этого он пожелал мне всяческих успехов и не просто отпустил меня, а вывел меня за пределы комендатуры так, чтобы со мной ничего не случилось по дороге».
После войны Мошина направляют в столицу Хорватии Загреб, где он становится клириком русского храма. До глубокой старости он совмещал служение науке и служение Церкви. И хотя в социалистической Югославии это не поощрялось, Мошин не отступил от своих принципов.
Владимир Алексеевич принял активное участие в создании университета в Скопье, был директором Академии наук и искусств Хорватии.

## Научные интересы
В русской истории В. А. Мошин больше всего занимался двумя сюжетами: норманнской теорией и Хазарией. Исследователь его творчества Елена Анатольевна Бондарева считает, что его выводы по данной тематике до сих пор не утратили научной актуальности.
В числе его научных интересов славистика, византинистика, славянская и греческая палеография.